# Тимашево (Уфа)
Тимашево — микрорайон в Орджоникидзевском районе Уфы к северу от Черниковки, бывшая деревня.
Возле Тимашево: мкр-ны Новая Максимовка, Максимовка, Северное кладбище, ж.-д. станция Черниковка-Восточная. Протекает р. Шугуровка (с запада), с юга — Курочкина гора.
Почтовый индекс — 450051.

## История возникновения[3]
От деревни Степановки по речке Шугуровке в сторону Уфы следующая деревня — деревня Тимашева. Ей повезло гораздо больше остальных деревень Богородской волости, хотя в древности ей не откажешь. Она расположена на возвышенном месте по левому берегу Шугуровки, которая была известна по «Отводной книге по Уфе» (1591/92-1629 гг.) как Урюязя, Шугурова, иногда называлась Чугуровой. Эта речка примечательна тем, что земли вдоль неё давались в «оклад», т.е. вместо денежного жалования, за службу защитникам и первопоселенцам Уфимской крепости. Но здесь же были и вотчинные земли башкир.
В 1617—1618 гг. земли по левому и правому берегу Шугуровки были даны в поместный оклад Сергею Аничкову. По левому возвышенному берегу Шугуровки
Земли назывались Сергиевым поместьем, позже сельцом Сергеевной, в 18 верстах от города Уфы и 6 верстах от волостного правления села Богородского, по правому берегу Шугуровки было сельцо Аничкова.
Какое-то время эти земли были в собственности дворян Белоусовых. Соответственно и сельцо имело название — Белоусово. Но это название сельца практически не прижилось. Оно по-прежнему называлось Сергеевкой.
По сведениям о землях, купленных у башкир помещиками Оренбургской губернии, сохранилась запись от 19 июня 1817 г., по которой совершена купчая «от башкирцев» Уфимского уезда Минской волости подполковнику Тимашеву на землю «в вечное владение по межам и урочищам за 500 руб. серебром». На период покупки Капитоном Кузьмичом Тимашевым этих земель за прошедшие 200 лет от имени Сергея Аничкова осталось лишь название деревни.
Подполковник Капитон Кузьмич Тимашев был достаточно влиятельным человеком в Уфе, что позволило ему в 1841 г. быть избранным предводителем дворянства Уфимского и Стерлитамакского уездов. Его имя упоминается в списке дворян Богородской волости, встречавших государя императора Александра Павловича, прибывшего в Уфу в 1824 г. Земли деревни Сергеевки, позже названной деревней Тимашевой, и 19 душ крестьян на это время были в собственности жены Капитона Кузьмича Тимашева — Елизаветы Егоровны.
В Центральном государственном архиве Башкортостана, в фонде Г. Ф. и З. И. Гудковых, хранится копия страниц 2 тома «Родословного сборника русских дворянских фамилий», составленного В. В. Руммелем и В. В. Голубцовым, где говорится, что Капитон Кузьмич был представителем пятой ветви старинного рода Тимашевых-Беринг. Его дед Осип Тимашев был оренбургским дворянином, а его отец Кузьма Осипович (1740-30.11.1794) был на воинской службе с 1762 г. в должности секунд-майора.
В семье Капитона Кузьмича была дочь Олимпиада 1828 г. р. и три сына: Михаил — 01.04.1823 г. р„ Николай — 1825 г. р. и Аркадий — 1826 г. р. Михаил Капитонович Тимашев сделал прекрасную военную карьеру, в 1877 г. в звании полковника был членом Варшавского военного окружного суда.
На 1853 г. при сельце Сергеевке (Тимашеве), кроме помещичьих крестьян, насчитывалась 151 ревизская душа государственных крестьян и 1705 десятин земли. Деревня продолжала носить название Сергеевка. На этот же период часть земли была в собственности наследников подполковника Александра Васильевича Мустафина. Деревня русская. Расположена по скату на запад. В наделе два ручья и одно болото.
После отмены крепостного права к 1866 г. крестьяне-собственники деревни Сергеевки Тимофей Кузьмин и Николай Трофимов с однодворцами приобрели в собственность от дворян Тимашевых и в 1884 г. от Миллера в общей сложности 536 десятин 1667 саженей земли.
К 1870 г. в деревне было 46 дворов и 262 жителя. На Шугуровке стояла водяная мельница. В 1878 г. часть земель сельца Сергеевки от дворян Тимашевых перешла в собственность надворного советника Листовского.
Деревня называлась Тимашевкой (Сергеевка). Основное занятие крестьян — земледелие. В связи с увеличением числа жителей за счет переселенцев-крестьян разных губерний, произошли изменения в угодьях: из-под леса распахано 17 десятин земли. В селении ювеялок. Часть овощей с крестьянских огородов отвозилась в Уфу и продавалась: картофель по 7-10 коп. за пуд, капуста по 1-2 руб. за сотню вилков. Некоторые крестьяне подрабатывали на железной дороге, получая по 40 коп. в день.
В 1902 г. в деревне Тимашевой было 56 дворов и 330 жителей. В основном это были крестьяне-собственники. В деревне имелся хлебозапасный магазин.
К 1910 г. единого владельца земель деревни Тимашевой уже не было. Часть земли принадлежала дворянам Листовским. По духовному завещанию, утвержденному Уфимским окружным судом 13 сентября 1911 г., дочь действительного статского советника Надежда Петровна Листовская получила в собственность 92 десятины 240 саженей в деревне Тимашевой от её отца, Петра Степановича Листовского. Далее эти земли ею были распроданы.
По купчей крепости от 2 октября 1915 г. уфимский мещанин Федор Павлович Павлов и бугурусланский мещанин Даниил Григорьевич Яковлев приобрели от дворянки Н. П. Листовской боо десятин 1309 саженей в равной доли каждому.
По купчей крепости от 22 февраля 1917 г. жена уфимского купца Фасхатбана Абдумадиевна Назирова приобрела в собственность от дворянки Надежды Петровны Листовской 199 десятин 2181 сажень. По купчей крепости от 25 февраля 1917 г. уфимский купец Иван Васильевич Колотов и бугурусланский мещанин Даниил Григорьевич Яковлев приобрели от дворянки Н. П. Листовской еще 16 десятин удобной земли и леса за 4800 руб.
К 1920 г. деревня входила в Степановскую волость. Она находилась в трех верстах от Степановского сельсовета Уфимского района и называлась Тимашевой. В деревне был уже 71 двор с 410 жителями. К1925 г. в деревне было 83 хозяйства.
Постановлением Верховного Совета Башкирской АССР от 25 мая 1957 г. деревня Тимашева включена в черту города Уфы. На этот период земли деревень Степановки и Тимашевой объединял колхоз имени Ленина Вотикеевского сельсовета. В самой деревне на тот же период было: 105 хозяйских дворов, 2 конюшни, 16 деревянных амбаров для зерна, деревянная пожарка, деревянная мельница, кузница, крытый ток, плодовый сад на 5 гектарах, деревянный клуб, 3 деревянных помещения свинарника, деревянный телятник, кормокухня, овощехранилище и др. хозяйственные постройки колхоза. Для расселения жителей деревни Степановки, попавшей в санитарную зону от близлежащих нефтеперерабатывающих заводов, на Тимашевских землях было выделено 300 га, переданных под индивидуальное строительство.
В настоящее время микрорайон Тимашево находится в Орджоникидзевском районе города Уфы. Застраивается добротными коттеджами с цветущими палисадниками. Но гораздо большую известность имеет Северное (Тимашевское) кладбище, которое находится в пределах километра севернее микрорайона. Решением Уфимского городского Совета народных депутатов от 31 октября 1972 г. за № 39/32, в связи с закрытием для захоронений Сергиевского и Лопатинского кладбищ, с 1 ноября 1972 г. на бывших землях деревни Тимашевой было открыто новое кладбище — Северное.
Информация взята со страниц 259 - 261 книги "Уфа: страницы истории. Книга вторая" / Сост. М. В. Агеева. — Уфа: Инеш, 2014. — 380 с.

## Улицы
Список улиц: Тимашевская, Курильская, Березниковская, Ташкентская , Сумская, Таманская, Казбекская, Шахтинская, Балканская, Кумертауская, Кызыльская, Канинская, Андижанская, Баренцовская, Сызранская, Тернопольская, Луцкая, Котласская, Аму-Дарьинская, Софьи Ковалевской, Нальчикская, Прокопьевская, Горловская, Буздякская, Светлогорская,Турывская.